# Евровидение (конкурс молодых музыкантов)
Конкурс молодых музыкантов «Евровидение» (англ. Eurovision Young Musicians) — соревнование молодых европейских исполнителей академической музыки, проводящееся каждые два года начиная с 1982 года Европейским вещательным союзом. В конкурсе принимают участие исполнители на разных инструментах в возрасте не более 19 лет.

## История
Первый конкурс молодых музыкантов «Евровидение» состоялся 11 мая 1982 года в Манчестере (Великобритания). В нём приняли участие шесть стран. Победу тогда одержал немецкий пианист Маркус Павлик. Организовать такое Евровидение решили в связи с успехом конкурса «Молодой музыкант года» (BBC Young Musician of the Year), который в 1978 году учредила британская телерадиокомпания Би-би-си. Новый конкурс молодых музыкантов стал проходить и дальше в формате биеннале, а также быстро стал популярным и одним из важнейших конкурсов для юных исполнителей классической музыки.
В 1986 году из-за большого количества стран-участниц на конкурсе вводится полуфинал, из которого по результатам голосования жюри в финал выходит 5-8 стран-участниц. После этого конкурс особых изменений не претерпел.
В 2006 году конкурс стал одним из центральных мероприятий «Года Моцарта». В 2006—2012 года конкурс становился открытием одного из наиболее престижных музыкальных фестивалей Европы — «Wiener Festwochen» (Венской фестивальной недели).
В 2008 году было решено вручить приз зрительских симпатий, присуждаемый после голосования телезрителей в стране-хозяйке с помощью SMS. Победителем этого общественного голосования стала норвежская скрипачка Эльдбйорг Хемсинг, которая также заняла третье место по голосованию профессионального жюри.
В 2014 году Европейский вещательный союз вновь вводит изменения в формате. Главным изменением является введение предварительного раунда, разделенного на две части, вместо двух полуфиналов, чтобы все участвующие страны могли появиться на главной сцене в финале конкурса.
«Евровидение для молодых музыкантов было хорошо известным событием в области классической музыки. Большинство классических музыкантов знали и знают об этом конкурсе. Тем не менее, моя цель заключается в том, чтобы довести этот конкурс до молодежной аудитории, которые не являются профессиональными музыкантами, но любят классическую музыку. Конкурс, хотя и был запущен в далеком 1982 году, но изменений особых не претерпел. Поэтому, конечно, в последнее время страны также стали терять интерес к конкурсу – в связи с чем пришлось вновь вносить серьезные изменения».Владислав Яковлев, исполнительный супервайзер конкурса

## Формат
Начиная с 1986 года конкурс состоит из полуфинала, разделённого на две части, и финала. Каждый участник в полуфинале и финале исполняет выбранную им программу, состоящую из классических музыкальных произведений. Оценивает выступления конкурсантов профессиональное жюри, каждый член которого обязан присудить баллы от 1 до 10 каждому исполнителю. Из полуфинала по результатам голосования жюри в финал выходит от 5 до 8 стран-участниц. В финале жюри объявляет тройку победителей..
В 2014 году Европейский вещательный союз вводит предварительный раунд вместо полуфинала, чтобы все участвующие страны могли появиться в финале конкурса. Идея предварительного раунда заключается в том, что он дает участникам больше времени, чтобы показать их музыкальные знания и опыт еще перед финалом. Однако в 2016 году был убран и предварительный раунд.

### Требования к участникам
К участию в конкурсе допускаются молодые музыканты в возрасте до 19 лет включительно, с учётом того, что в день проведения финала им не исполнится 20 лет. Причем участниками могут стать только соло-исполнители, не задействованные на профессиональной основе (то есть не получающие прибыли от выступлений).
Любопытно, что с 2006 года были отменены ограничения в возрасте младшего участника. Это было сделано в честь 250-летия со дня рождения Вольфганга Амадея Моцарта, который, как известно, начал заниматься музыкой в возрасте 3 лет. Ограничений по музыкальным инструментам также не существует: за годы существования конкурса в нем побеждали пианисты, скрипачи, виолончелисты, а также один кларнетист, одна флейтистка и один альтист.

## Страны-участницы

Карта Евровидения для молодых музыкантов:
Страны, которые участвовали в конкурсе хотя бы один раз.
Страны, которые участвовали в конкурсе как часть другой страны (Югославии и Израиля), но отдельно (пока) не принимали участия.
Страны, которые имеют право на участие, но ни разу (пока) не участвовали.

В конкурсе «Евровидение» для молодых музыкантов могут участвовать страны, входящие в Европейский вещательный союз или Совет Европы. Также участвуют в конкурсе расположенные в Азии государства: Армения, Израиль и Кипр, а также частично расположенное в Европе и (бо́льшой частью) в Азии: Россия и Грузия
Всего в конкурсе в разное время принимали участие 43 страны:
- Австрия
- Албания
- Армения
- Беларусь
- Бельгия
- Болгария
- Босния и Герцеговина
- Великобритания
- Венгрия
- Германия
- Греция
- Грузия
- Дания
- Израиль
- Ирландия
- Испания
- Италия
- Кипр
- Латвия
- Литва
- Северная Македония
- Мальта
- Молдова
- Нидерланды
- Норвегия
- Польша
- Португалия
- Россия
- Румыния
- Сан-Марино
- Сербия
- Словакия
- Словения
- Украина
- Финляндия
- Франция
- Хорватия
- Чехия
- Швейцария
- Швеция
- Эстония

А так же и ныне несуществующие
- Сербия и Черногория (2006)
- Югославия (1982 — 1992)

Страны, ранее участвовавшие в конкурсе, но в настоящее время не принимающие в нём участие: Албания, Армения, Беларусь, Болгария, Босния и Герцеговина, Великобритания, Дания, Израиль, Ирландия, Испания, Италия, Кипр,  Латвия, Литва, Македония, Мальта, Молдавия, Нидерланды, Португалия, Россия,  Румыния, Сан-Марино, Сербия, Словакия, Словения, Украина, Финляндия, Швейцария, Эстония.
Ещё шестнадцать стран-членов ЕВС могут участвовать в конкурсе песни Евровидение, но пока никогда этого не делали. В их число входят Азербайджан, Алжир, Андорра, Ватикан, Египет, Иордания, Исландия, Ливан, Ливия, Люксембург, Марокко, Монако, Тунис, Турция, Черногория.

### Уходы, возвращения и дебюты
Чтобы распустить объединённые ячейки, нажмите на ячейку «Год».
| Год                                                | Место проведения | Дата       | ВУ      | Дебюты | Возвращения                                                                                                 | Уходы | Победитель     |
| -------------------------------------------------- | ---------------- | ---------- | ------- | --- | --- | --- | -------------- |
| 1982                                               | Великобритания   | 11 мая     | 6       | Австрия, · Великобритания, · Германия, · Норвегия, · Франция, · Швейцария                                 | — | — | Германия       |
| 1984                                               | Швейцария        | 22 мая     | 7       | Нидерланды, · Финляндия                                                                                   | — | Норвегия | Нидерланды     |
| 1986                                               | Дания            | 27 мая     | 15      | Бельгия, · Дания, · Израиль, · Ирландия, · Италия, · Швеция, · Югославия                                  | Норвегия | — | Франция        |
| 1988                                               | Нидерланды       | 31 мая     | 16      | Испания, · Кипр                                                                                           | — | Израиль | Австрия        |
| 1990                                               | Австрия          | 29 мая     | 18      | ' Греция, · Португалия                                                                                    | — | — | Нидерланды     |
| 1992                                               | Бельгия          | 9 июня     | 10      | Польша | — | Германия, · Греция, · Ирландия, · Италия, · Нидерланды, · Португалия, · Франция, · Швейцария, · Швеция                                                                   | Польша         |
| 1994                                               | Польша           | 14 июня    | 24      | Венгрия, · Германия, · Латвия, · Литва, · Северная Македония, · Россия, · Словения, · Хорватия, · Эстония | Греция, · Ирландия, · Португалия, · Франция, · Швейцария, · Швеция                                          | Югославия (навсегда) | Великобритания |
| 1996                                               | Португалия       | 12 июня    | 10      | — | — | Бельгия, · Великобритания, · Венгрия, · Германия, · Греция, · Дания, · Ирландия, · Испания, · Литва, · Северная Македония, · Россия, · Словения, · Финляндия, · Хорватия | Германия       |
| 1998                                               | Австрия          | 4 июня     | 8       | Словакия                                                                                                  | Великобритания, · Словения, · Финляндия, · Хорватия, · Швеция                                               | Германия, · Кипр, · Норвегия, · Польша, · Португалия, · Франция, · Швейцария                                                                                             | Австрия        |
| 2000                                               | Норвегия         | 15 июня    | 8       | — | Венгрия, · Нидерланды, · Нидерланды, · Польша, · Россия, · Франция, Швейцария                               | Великобритания, · Латвия, · Словакия, · Словения, · Хорватия, · Швеция                                                                                                   | Польша         |
| 2002                                               | Германия         | 19 июня    | 10      | Румыния, · Чехия                                                                                          | Великобритания, · Германия, · Греция, · Дания, · Италия, · Кипр, · Латвия, · Словения, · Хорватия, · Швеция | Венгрия, · Франция | Австрия        |
| 2004                                               | Швейцария        | 27 мая     | 16      | — | — | Великобритания, · Греция, · Словения, · Чехия | Австрия        |
| 2006                                               | Австрия          | 12 мая     | 18      | Болгария, · Сербия и Черногория                                                                           | Бельгия, · Великобритания, · Греция, · Словения, · Чехия                                                    | Германия, · Дания, · Италия, · Латвия, · Эстония | Швеция         |
| 2008                                               | Австрия          | 9 мая      | 16      | Сербия, · Украина                                                                                         | Германия | Бельгия, · Болгария, · Сербия и Черногория (навсегда), · Чехия, · Швейцария                                                                                              | Греция         |
| 2010                                               | Австрия          | 14 мая     | 15      | Беларусь                                                                                                  | Чехия | Сербия, · Украина, · Финляндия | Словения       |
| 2012                                               | Австрия          | 11 мая     | 14      | Армения, · Босния и Герцеговина, · Грузия                                                                 | Украина | Великобритания, · Кипр, · Россия, · Румыния, · Швеция | Норвегия       |
| 2014                                               | Германия         | 31 мая     | 14      | Мальта, · Молдова                                                                                         | Венгрия, · Португалия, · Швеция                                                                             | Армения, · Беларусь (дисквалификация), · Босния и Герцеговина, · Грузия, · Украина                                                                                       | Австрия        |
| 2016                                               | Германия         | 3 сентября | 11      | Сан-Марино                                                                                                | — | Греция, Молдавия, Нидерланды, Португалия | Польша         |
| 2018                                               | Великобритания   | 23 августа | 18      | Албания                                                                                                   | Бельгия · Великобритания · Греция · Израиль · Испания · Россия · Эстония                                    | Австрия | Россия         |
| Конкурс 2020 года в Хорватии перенесен на 2022 год |                  |            |         | | | |                |
| 2022                                               | Франция          | 23 июля    | 9       | — | Австрия · Франция                                                                                           | Албания · Великобритания · Венгрия · Греция · Израиль · Испания · Мальта · Россия (дисквалификация) · Сан-Марино · Словения · Эстония                                    | Чехия          |
| 2024                                               | Норвегия         | 17 августа | 11      | — | Армения · Сербия · Швейцария                                                                                | Хорватия | Австрия        |
| 2026                                               | Армения          | TBA        | 1 (ндм) | TBA | TBA | TBA | TBA            |
| Год                                                | Место проведения | Дата       | ВУ      | Дебюты | Возвращения                                                                                                 | Уходы | Победитель     |

### Рейтинг участников
В таблицах ниже указан рейтинг стран-участниц конкурса молодых музыкантов Евровидение с 1982 по 2022 год.
 В скобках указан рейтинг стран-участниц полуфинала. Жирным выделено наибольшее количество участий/занятых мест в своей категории.
| №  | Страна         | Ⅰ | Ⅱ | Ⅲ | Участия | Победа                             |
| -- | -------------- | - | - | - | ------- | ---------------------------------- |
| 1  | Австрия        | 6 | 2 | 1 | 20      | 1988, 1998, 2002, 2004, 2014, 2024 |
| 2  | Польша         | 3 |   |   | 15      | 1992, 2000, 2016                   |
| 3  | Германия       | 2 | 3 | 1 | 19      | 1982, 1996                         |
| 4  | Нидерланды     | 2 |   |   | 12      | 1984, 1990                         |
| 5  | Норвегия       | 1 | 3 | 2 | 20      | 2012                               |
| 6  | Словения       | 1 | 2 | 1 | 10      | 2010                               |
| 7  | Великобритания | 1 | 1 | 2 | 13      | 1994                               |
| 8  | Швеция         | 1 | 1 | 1 | 15      | 2006                               |
| 9  | Франция        | 1 | 1 |   | 10      | 1965                               |
| 10 | Чехия          | 1 | 1 |   | 9       | 2022                               |
| 11 | Россия         | 1 |   | 4 | 8       | 2018                               |
| 12 | Греция         | 1 |   |   | 10      | 2008                               |
| 13 | Финляндия      |   | 3 | 1 | 12      | —                                  |
| 14 | Швейцария      |   | 1 | 1 | 12      | —                                  |
| 15 | Хорватия       |   | 1 |   | 12      | —                                  |
| 16 | Латвия         |   | 1 |   | 8       | —                                  |
| 17 | Испания        |   | 1 |   | 5       | —                                  |
| 18 | Бельгия        |   |   | 1 | 10      | —                                  |
| 19 | Венгрия        |   |   | 1 | 5       | —                                  |
| 20 | Италия         |   |   | 1 | 5       | —                                  |
| 21 | Эстония        |   |   | 1 | 5       | —                                  |
| 22 | Армения        |   |   | 1 | 2       | —                                  |

#### Список стран, не попавших в топ-3
Список построен на основе количества участия стран в конкурсе.
| №  | Страна               | Участия |
| -- | -------------------- | ------- |
| 23 | Кипр                 | 10      |
| 24 | Дания                | 8       |
| 25 | Румыния              | 5       |
| 26 | Ирландия             | 4       |
| 27 | Португалия           | 4       |
| 28 | Мальта               | 3       |
| 29 | Беларусь             | 2       |
| 30 | Израиль              | 2       |
| 31 | Сан-Марино           | 2       |
| 32 | Сербия               | 2       |
| 33 | Украина              | 2       |
| 34 | Албания              | 1       |
| 35 | Болгария             | 1       |
| 36 | Босния и Герцеговина | 1       |
| 37 | Грузия               | 1       |
| 38 | Литва                | 1       |
| 39 | Северная Македония   | 1       |
| 40 | Молдова              | 1       |
| 41 | Словакия             | 1       |

## Победители

### Список победителей по годам

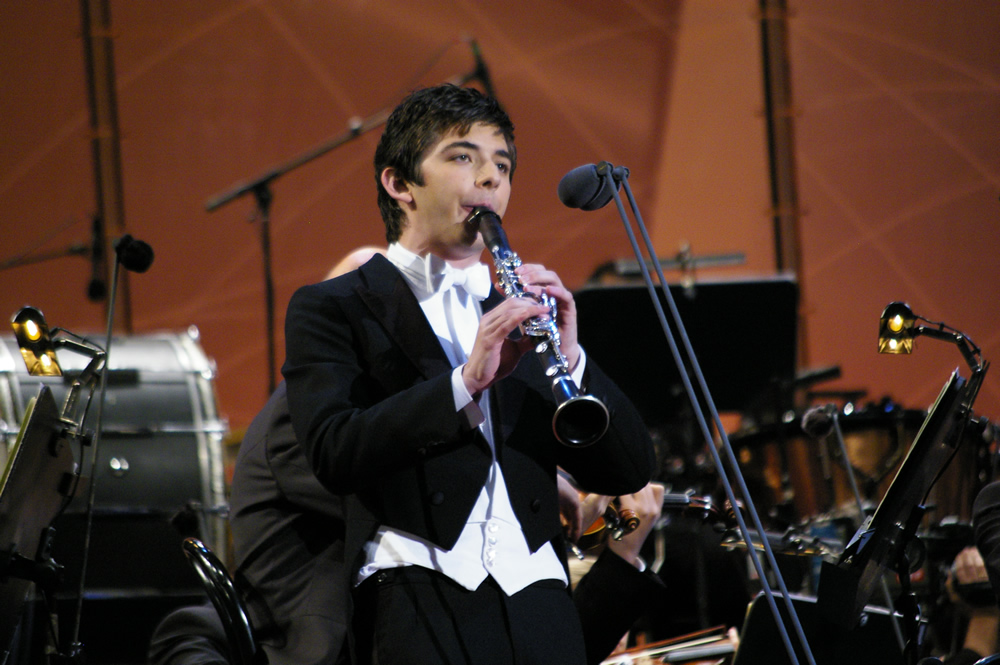
Победитель конкурса 2008 года, греческий кларнетист Дионисиос Грамменос, на конкурсном выступлении в Вене

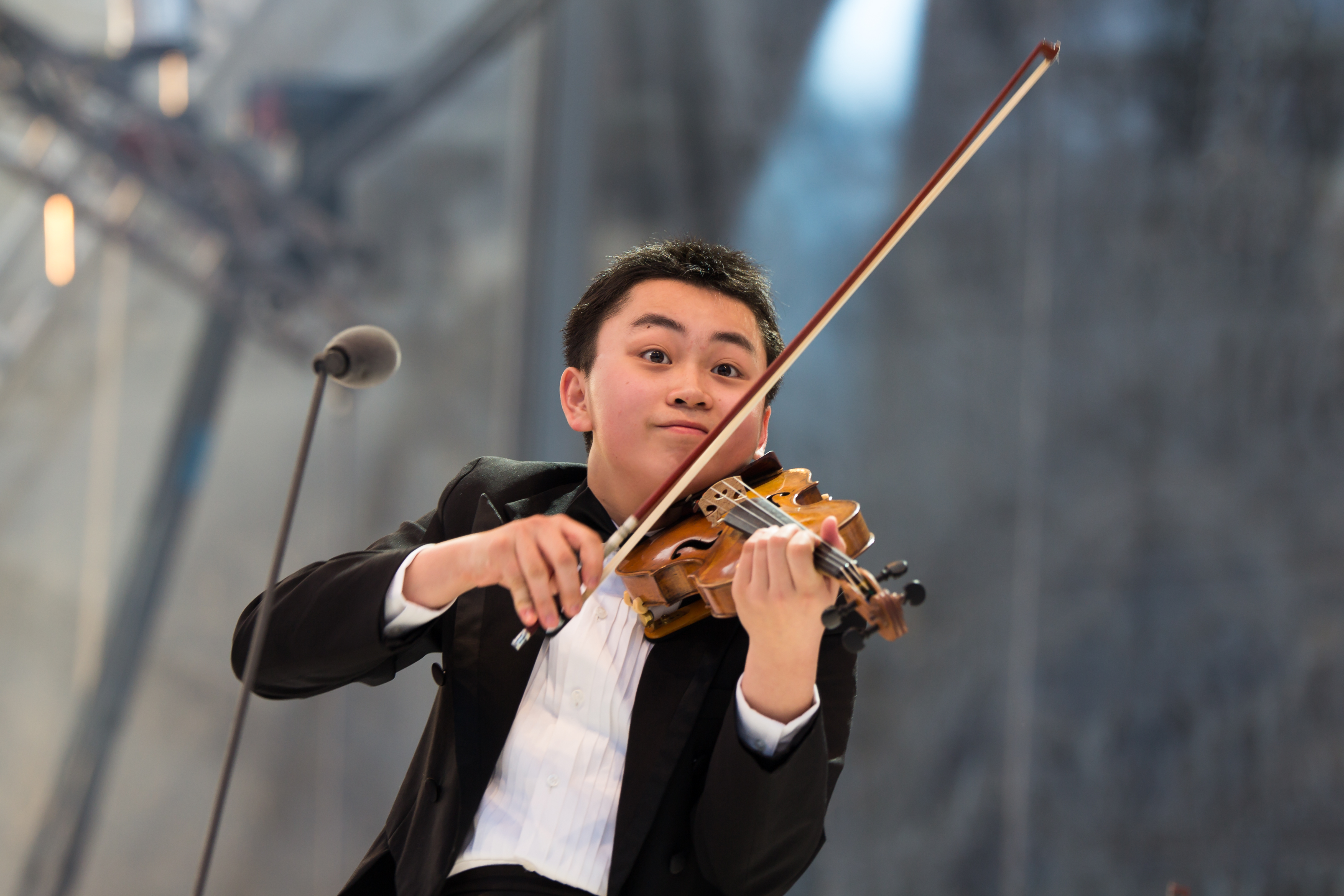
Победитель конкурса 2014 года, австрийский скрипач Цийу Хэ, на конкурсном выступлении в Кёльне

| Год  | Страна         | Участник                  | Инструмент |
| ---- | -------------- | ------------------------- | ---------- |
| 1982 | ФРГ            | Маркус Павлик             | Фортепиано |
| 1984 | Нидерланды     | Изабель ван Кёлен         | Скрипка    |
| 1986 | Франция        | Сандрин Лазаридес         | Фортепиано |
| 1988 | Австрия        | Юлиан Рахлин              | Скрипка    |
| 1990 | Нидерланды     | Ник ван Острум            | Фортепиано |
| 1992 | Польша         | Бартломей Низёл           | Скрипка    |
| 1994 | Великобритания | Натали Клейн              | Виолончель |
| 1996 | Германия       | Юлия Фишер                | Скрипка    |
| 1998 | Австрия        | Лидия Байх                | Скрипка    |
| 2000 | Польша         | Станислав Джевецкий       | Фортепиано |
| 2002 | Австрия        | Далибор Карвай            | Скрипка    |
| 2004 | Австрия        | Александра Сумм           | Скрипка    |
| 2006 | Швеция         | Андреас Брантелид         | Виолончель |
| 2008 | Греция         | Дионисиос Грамменос       | Кларнет    |
| 2010 | Словения       | Ева-Нина Козмус           | Флейта     |
| 2012 | Норвегия       | Эйвинд Хольцмарк Рингстад | Альт       |
| 2014 | Австрия        | Цийу Хэ                   | Скрипка    |
| 2016 | Польша         | Лукаш Дычко               | Саксофон   |
| 2018 | Россия         | Иван Бессонов             | Фортепиано |
| 2022 | Чехия          | Даниэль Матейча           | Скрипка    |
| 2024 | Австрия        | Леонхард Баумгартнер      | Скрипка    |

### Количество побед по странам

Количество побед по странам

| Победы | Страна         | Конкурсы                           |
| ------ | -------------- | ---------------------------------- |
| 6      | Австрия        | 1988, 1998, 2002, 2004, 2014, 2024 |
| 3      | Польша         | 1992, 2000, 2016                   |
| 2      | Германия       | 1982, 1996                         |
| 2      | Нидерланды     | 1984, 1990                         |
| 1      | Великобритания | 1994                               |
| 1      | Греция         | 2008                               |
| 1      | Норвегия       | 2012                               |
| 1      | Словения       | 2010                               |
| 1      | Франция        | 1986                               |
| 1      | Швеция         | 2006                               |
| 1      | Россия         | 2018                               |
| 1      | Чехия          | 2022                               |

### Количество побед по музыкальным инструментам
| Побед | Музыкальный инструмент | Конкурсы                                                   |
| ----- | ---------------------- | ---------------------------------------------------------- |
| 10    | Скрипка                | 1984, 1988, 1992, 1996, 1998, 2002, 2004, 2014, 2022, 2024 |
| 5     | Фортепиано             | 1982, 1986, 1990, 2000, 2018                               |
| 2     | Виолончель             | 1994, 2006                                                 |
| 1     | Альт                   | 2012                                                       |
| 1     | Кларнет                | 2008                                                       |
| 1     | Саксофон               | 2016                                                       |
| 1     | Флейта                 | 2010                                                       |